# Costa del Molí (Abella de la Conca)

La Costa del Molí, respecte del terme d'Abella de la Conca

La Costa del Molí és una costa de muntanya i una partida rural del terme municipal d'Abella de la Conca, a la comarca del Pallars Jussà.
Està situada al sud-est de la vila d'Abella de la Conca i davant seu, a l'extrem occidental de la Serra de Carrànima. És la costa que davalla cap al riu d'Abella des de la cua d'aquesta serra.
Comprèn les parcel·les 125, 126, 128 a 133, 152, 159 a 162 i 202 del polígon 2 d'Abella de la Conca; consta de 17,7210 hectàrees amb tota mena de terrenys, però amb predomini de conreus de secà i ametllerars.
Aquesta partida està delimitada a llevant per les de Carrànima i Fontanet, al sud-est, per la de Fonguera, al sud per la dels Planers, a ponent per la de les Riberes, i al nord per la del Molí.

## Etimologia
Topònim romànic modern de caràcter descriptiu, és la costa que davalla de la serra cap al Molí Vell d'Abella.